# 富兰克林 (澳大利亚首都特区)
富兰克林（英语：Franklin），是位于堪培拉下属甘加林城区南部的一个郊区，北接甘加林城区，东临哈里森，南靠米切尔，面积约256公顷。该区得名于小说家迈尔斯·富兰克林。街道亦以作家的名字命名。

## 开放空间
富兰克林郊区包括许多大型开放空间，提供行人和自行车网络，并为本地野生动物的活动提供生态走廊。
- Gubur Dhaura遗址提供360度的周围景观视野和赭石采石场，对恩古纳瓦尔人具有重要的文化意义。这里还可以找到红山粘土矿、老井车站轨道和历史标记的遗迹[3]。
- 穆兰加里草原和北米切尔草原；
- 冈加德拉溪；
- 老井站轨道连接井站遗产区（位于哈里森附近的郊区）、Gungaderra Homestead和Gubur Dhaura红山遗产地，直至冈嘎林镇中心。

## 人口
2016年人口普查中，富兰克林人口为6,419人，其中原住民75人（1.1%），澳大利亚出生3,129 人（49.2%）。11.1%出生在中国，7.2%出生在印度，2.9%出生在韩国，2.2%出生在斯里兰卡，2.2%出生在越南。在2011年的人口普查中，44.4%的人口出生在国外，在堪培拉郊区中排名第三。

## 交通

### 轻轨
富兰克林由位于曼宁克拉克大道、北弗莱明顿路、梅普尔顿大道和纳拉伯大道的三个堪培拉地铁轻轨站提供服务，这些车站于2019年4月开业。

### 巴士
富兰克林有多条ACTION巴士路线提供服务。
- 18路：穿越Manning Clark Crescent
- 21和22路：穿越Hoskins街、Oodgeroo大道和Nullarbor大道

在轻轨开通之前，弗莱明顿路每天都有200辆巴士服务。

## 地质
富兰克林的地下主要是堪培拉组泥岩或中志留纪晚期的火山岩。

## 教育
富兰克林居民优先考虑：
- 富兰克林幼儿园
- 哈里森学校和帕默斯顿区小学共享 PEA
- 哈里森学校
- 甘加林学院[7]